# In Moonlight
In Moonlight è una canzone scritta dal compositore inglese Edward Elgar nel 1904 su parole tratte dalla poesia An Ariette for Music. To a Lady singing to her Accompaniment on the Guitar ("Una piccola aria in musica. Ad una signora che canta accompagnandosi con la chitarra"), di Percy Bysshe Shelley (1792-1822), pubblicata nel 1832.

## Storia
La canzone è arrangiata su una sezione centrale del concerto ouverture di Elgar In the South (Alassio) dove la melodia del "Canto Popolare" è introdotta da una viola solista con un accompagnamento delicato e fantasioso, che potrebbe essere paragonato a Shelley "...accompagnamento alla chitarra."
La prima rappresentazione di In the South fu nel marzo del 1904. Nel luglio di quell'anno Elgar realizzò diverse versioni della sezione "Canto Popolare". Queste erano variamente per piccola orchestra, per pianoforte e per diverse combinazioni strumentali.
Nell'agosto 1905 la canzone fu recensita in The Times di Londra:
La stessa poesia è stata ambientata da molti altri tra cui la compositrice americana Amy Beach ("Mrs. H. H. A. Beach"), come la sua Op. 1 n. 4, con il titolo Ariette.

## Versi
Elgar usò solo la prima e la terza stanza della poesia di Shelley, "An Ariette for Music".
IN MOONLIGHT (ARIETTE)

## Incisioni
- "The Unknown Elgar" includes "In Moonlight" eseguita da Teresa Cahill (soprano), con Barry Collett (piano).
- Elgar: Complete Songs for Voice & Piano Amanda Roocroft (soprano), Reinild Mees (piano)
- Songs and Piano Music by Edward Elgar contiene "In Moonlight" eseguita da Amanda Pitt (soprano), con David Owen Norris (piano).
- The Songs of Edward Elgar SOMM CD 220 Catherine Wyn-Rogers (soprano) con Malcolm Martineau (piano), al Southlands College, Londra, aprile 1999

## Video
- "In Moonlight", su YouTube. (sound only) - Felicity Lott (soprano) with Graham Johnson (piano) 2008